# 雅迪
雅迪（港交所：1585）是中華人民共和國一個电动自行车生產商。總部位於無錫。

## 历史

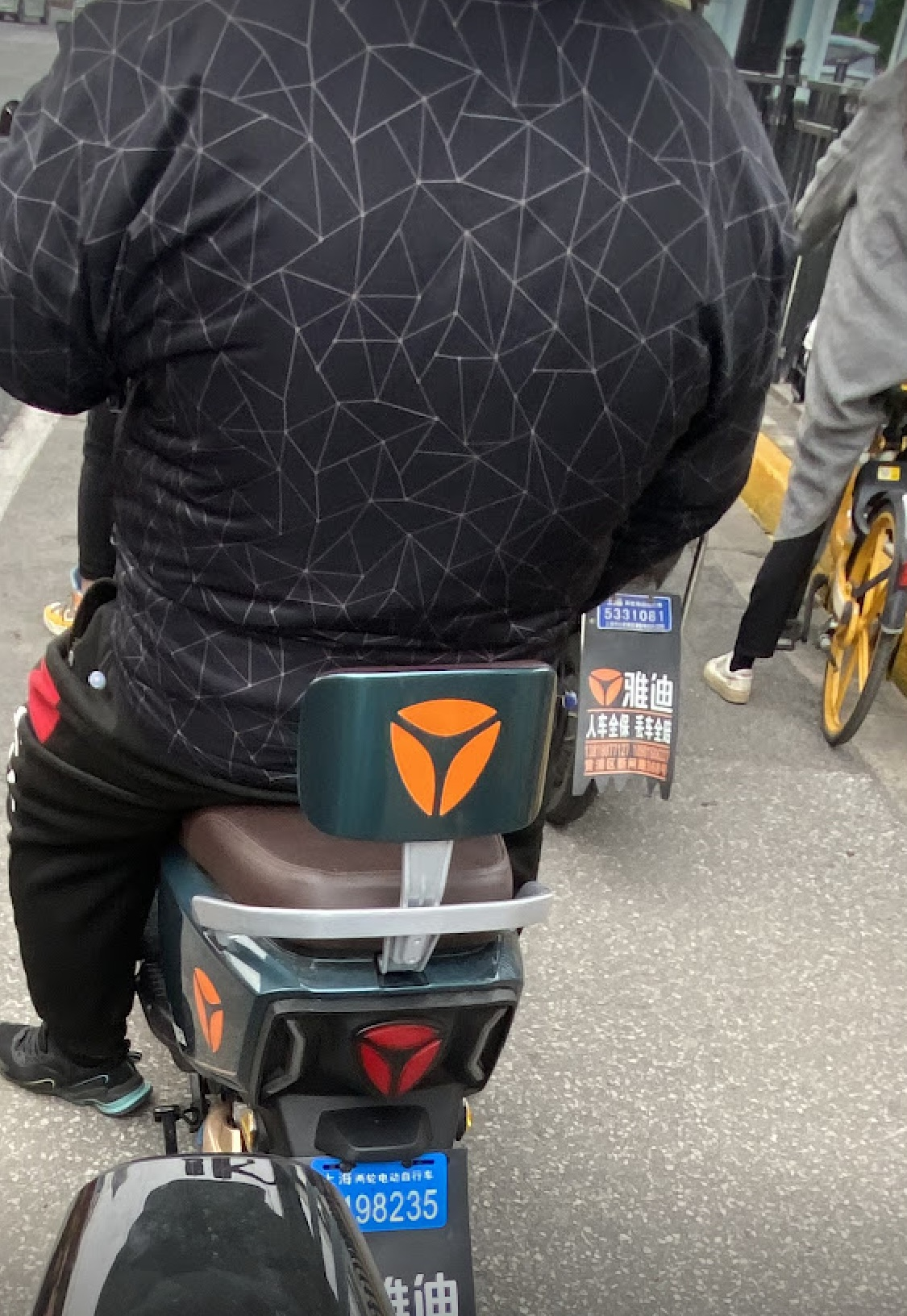
雅迪電動車

1997年，安徽金寨人董经贵和钱静红夫妇在无锡钱桥镇創辦一個名叫紫荆花的飯店。1998年，董经贵夫婦又開始從事摩配批发零售。後來又轉行做摩托车整车生意。2000年開始生產摩托车。2001年，雅迪科技集团有限公司（雅迪科技集团）成立。2004年又轉行做电动车，品牌名為雅迪。2016年5月19日，雅迪集团控股有限公司在香港上市。
2020年，该公司以600万辆两轮车销量位居全球第二。

## 外部連結
- 官方网站